# Lake View (Alabama)
Lake View es un pueblo ubicado en el condado de Tuscaloosa en el estado estadounidense de Alabama. En el censo de 2000, su población era de 1357.

## Demografía
En el 2000 la renta per cápita promedia del hogar era de $ 54.879$, y el ingreso promedio para una familia era de 60.119$. El ingreso per cápita para la localidad era de 22.096$. Los hombres tenían un ingreso per cápita de 37.583$ contra 29.688$ para las mujeres.

## Geografía
Lake View está situado en 33°16′48″N 87°8′19″O / 33.28000, -87.13861 (33.279933, -87.138667)
Según la Oficina del Censo de los EE. UU., la ciudad tiene un área total de 1.83 millas cuadradas (4.74 km²).